# Joan Roig i Solé
|  | Per al pintor paisatgista, iniciador de la pintura luminista a Catalunya, vegeu «Joan Roig i Soler» |

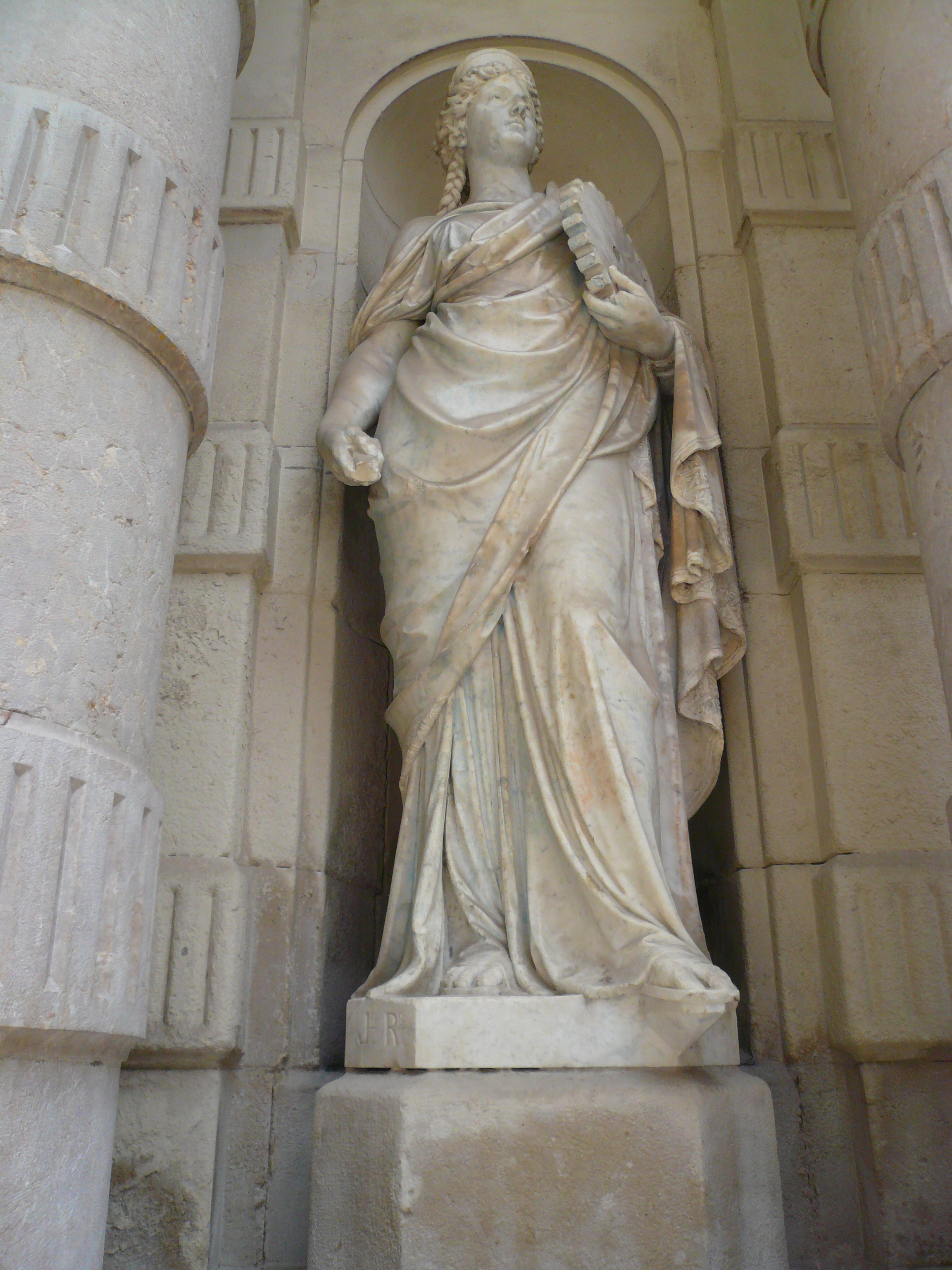
La Indústria, a la façana de l'Antic Borsí de Barcelona.

Joan Roig i Solé (Reus, el Baix Camp, 1835 – Barcelona, 1918) fou un escultor català. No s'ha de confondre amb el pintor Joan Roig i Soler.

## Biografia
Va estudiar a l'Escola Llotja de Barcelona i a l'Acadèmia de San Fernando de Madrid. Del seu mestre Domènec Talarn va aprendre, sobretot, la realització de les imatges religioses i la realització de figures de pessebre.Va ser també deixeble de Ramon Padró i Pijoan. A l'Escola de la Llotja va ser company de Marià Fortuny, Tomàs Padró, Antoni Caba i Agustí Rigalt, entre d'altres.
La seva especialitat foren les escultures de marbre i moltes d'elles es troben a edificis de l'Eixample de Barcelona i a alguns panteons del Cementiri de Reus. La seva obra més coneguda és la Dama del paraigua, del Parc de la Ciutadella de Barcelona, però també són d'ell les figures que poblen les arquivoltes de la façana neogòtica de la catedral. com també les estàtues de santa Eulàlia i la Immaculada (mentre que les estàtues dels apòstols són obra d'Agapit Vallmitjana). Hi ha obres seves importants als cementiris de Reus, Comillas, Vell de Barcelona i Vilanova i la Geltrú, i també n'hi havia a les esglésies d'algunes d'aquestes localitats que van ser destruïdes el 1936. El seu estil era comparable al dels seus coetanis, adscrits al realisme anecdòtic, com Marià Benlliure o Agustí Querol. El 1888 va tancar el seu taller i va seguir fent escultures però de saló. Fou membre de l'acadèmia de Ciències i Arts de Barcelona i catedràtic d'escultura a l'Escola de Belles Arts de Barcelona. Alguns deixebles seus van ser Enric Clarasó, Josep Campeny, Eduard Batista Alentorn i Manuel Fuxà L'Ajuntament de Reus el va distingir amb el títol de fill il·lustre.

## Altres obres destacades
- Monument als Propulsors del Ferrocarril, a Vilanova i la Geltrú
- Relleu del Monument a Antonio López y López (Barcelona)